# 眼帶前頷蝴蝶魚
眼帶前頷蝴蝶魚，為輻鰭魚綱鱸形目蝴蝶魚科的一種。

## 分布
本魚分布於西大西洋區，包括巴哈馬、古巴、巴貝多、海地、多明尼加、貝里斯、波多黎各、牙買加、委內瑞拉、蓋亞那、蘇利南、法屬圭亞那、巴西等海域。

## 深度
水深60~230公尺。

## 特徵
本魚體側扁，吻短，頭部有兩條右上至左下斜的黑色條紋，一條在眼眶骨間，一條通過眼睛。體色以白色為主，身體右上方為淡黃色，體側有兩條左上至右下斜的條紋，一條從背鰭第三棘起延伸至臀鰭軟條部，第二條從背鰭第六、第七棘起延伸至尾柄。背鰭硬棘13枚、背鰭軟條20枚、臀鰭硬棘3枚、臀鰭軟條15枚。體長可達13.6公分。

## 生態
本魚棲息於陡峭的外海岩礁。雜食性，以海綿、菌絲藻與小型甲殼動物為食。

## 經濟利用
可做為觀賞魚，不供食用。